# Antonio Banderas
José Antonio Domínguez Banderas (Malaga, 10. kolovoza 1960.) je španjolski filmski glumac, redatelj, producent i pjevač. Istakao se glumeći u holivudskim filmovima kao što su: Ubojice, Intervju s vampirom, Desperado, Philadelphia i Zorro: Maskirani osvetnik.

## Filmografija
- Mačak u čizmama (2011) kao Mačak u čizmama (glas)
- Koža u kojoj živim (2011) kao Dr. Ledgard
- Spy Kids 4: U vrtlogu vremena  (2011) kao Gregorio Cortez
- Shrek uvijek i zauvijek (2010) kao Mačak u čizmama (glas)
- Upoznat ćeš visokog, tamnog stranca (2010) kao Greg Clemente
- Lopovi (2009) kao Gabriel Martin
- Drugi čovjek (2008) kao Rolf
- Mamin novi frajer (2008) kao Tommy
- Shrek Treći (2007) kao Mačak u čizmama (glas)
- Na granici (2006) kao Diaz
- Ulični tango (2006) kao Pierre Dulaine
- Legenda o Zorrou (2005) kao Don Alejandro de la Vega/Zorro
- Shrek 2 (2003) kao Mačak u čizmama (glas)
- Zamišljajući Argentinu (2003) kao Carlos Rueda
- Pancho Villa (2003) (TV) kao Pancho Villa
- Bilo jednom u Meksiku (2003) kao El Mariachi
- Spy kids 3: Završna igra (2003) kao Gregorio Cortez
- Ballistic: Ecks vs. Sever (2002) kao Agent Jeremiah Ecks
- Frida (2002) kao David Alfaro Siqueiros
- Spy Kids 2: Otok izgubljenih snova (2002)kao Gregorio Cortez
- Fatalna žena (2002) kao Nicolas Bardo
- Prvi grijeh (2001) kao Luis Vargas
- Spy Kids (2001) kao Gregorio Cortez
- Potraga (2001) kao Father Matt Gutierrez
- Udri do kosti (1999) kao Cesar Dominguez
- Skitnica (1999) kao Morales Pittman
- Trinaesti ratnik (1999) kao Ahmad ibn Fadlan ibn al-Abbas ibn Rashid ibn Hamad
- Zorro: Maskirani osvetnik (1998) kao Alejandro Murrieta/Zorro
- Evita (1996) kao Che Guevara
- Dvostruki zavodnik (1995) kao Art Dodge
- Ne vjeruj strancima (1995) kao Tony Ramirez
- Ubojice (1995) kao Miguel Bain
- Četiri sobe (1995) kao Man (segment "The Misbehavers")
- Desperado (1995.) kao El Mariachi
- Rapsodija u Miamiju (1995) kao Antonio
- Intervju s vampirom (1994) kao Armand
- Of Love and Shadows (1994) kao Francisco
- Philadelphia (1993) kao Miguel Alvarez
- Kuća duhova (1993) kao Pedro Tercero García
- Pucaj! (1993) kao Marcos
- Giovane Mussolini (1993) (TV) kao Benito Mussolini
- Kraljevi mamba (1992) kao Nestor Castillo
- Una mujer bajo la lluvia (1992) kao Miguel
- Terra Nova (1991) kao Antonio
- Contra el viento (1990) kao Juan
- Veži me! (1990) kao Ricky
- La otra historia de Rosendo Juárez (1990) (TV) kao Rosendo Juárez
- Acto, El (1989) kao Carlos
- Blanca Paloma, La (1989) kao Mario
- Si te dicen que caí (1989) kao Marcos
- Bajarse al moro (1989) kao Alberto
- Bâton Rouge (1988) kao Antonio
- El placer de matar (1988) kao Luis
- Žene na rubu živčanog sloma (1988) kao Carlos
- La Mujer de tu vida: La mujer feliz (1988) (TV) kao Antonio
- Así como habían sido (1987) kao Damián
- La ley del deseo (1987) kao Antonio Benítez
- Delirios de amor (1986)
- 27 horas (1986) kao Rafa
- Puzzle (1986)
- Matador (1986) kao Ángel
- Caso cerrado (1985) kao Preso
- La corte de Faraón (1985) kao Fray José
- Réquiem por un campesino español (1985) kao Paco
- Los zancos (1984) kao Alberto
- Fragmentos de interior (1984) TV Series kao Joaquín
- El señor Galíndez (1984) kaoEduardo
- El caso Almería (1984)
- Y del seguro... líbranos Señor! (1983)
- Labirint strasti (1982) kao Sadec
- Pestañas postizas (1982) kao Antonio Juan

## Vanjske poveznice
- Antonio Banderas u internetskoj bazi filmova IMDb-u (engl.)
- Antonio Banderas na tcmdb.com  Arhivirana inačica izvorne stranice od 19. veljače 2008. (Wayback Machine)
- Antonio Banderas na ibdb.com